# Rammeihippus dinaricus
Rammeihippus dinaricus är en insektsart som först beskrevs av Götz 1970.  Rammeihippus dinaricus ingår i släktet Rammeihippus och familjen gräshoppor. Inga underarter finns listade i Catalogue of Life.